# Euler (Mondkrater)
Euler ist ein Einschlagkrater auf dem Mond, der sich in der südlichen Hälfte des Mare Imbrium befindet. Das bemerkenswerteste Objekt in seiner Nähe ist der westsüdwestlich gelegene Mons Vinogradov. Südwestlich von Mondkrater Euler erhebt sich eine Reihe von niedrigen Bergrücken, bei denen sich der kleine Krater Natasha und der noch kleinere Jehan befinden. Etwa 200 Kilometer im Ostnordosten liegt der Krater Lambert, der eine ähnliche Größe wie Euler aufweist.
Der Rand Eulers ist von einem niedrigen Wall umgeben. An der inneren Oberfläche ist er leicht terrassiert. In der Mitte des Kraterbodens befindet sich eine leichte Erhöhung. Der Krater besitzt ein kleineres Strahlensystem, das sich über 200 Kilometer erstreckt.
| Buchstabe | Position           | Durchmesser        | Link               |
| --------- | ------------------ | ------------------ | ------------------ |
| E         | 24,7° N, 34° W     | 6 km               |                    |
| F         | 21,2° N, 27,9° W   | 6 km               |                    |
| G         | 20,7° N, 27,4° W   | 4 km               |                    |
| H         | 25,3° N, 28,6° W   | 4 km               |                    |
| J         | 22,3° N, 31,5° W   | 4 km               |                    |
| K         | Umbenannt in Jehan | Umbenannt in Jehan | Umbenannt in Jehan |
| L         | 21,4° N, 28,9° W   | 4 km               |                    |